# Piatra Grăitoare
Piatra Grăitoare este o arie protejată de interes național ce corespunde categoriei a IV-a  IUCN (rezervație naturală de tip botanic), situată în vestul Transilvaniei, pe teritoriul județului Bihor.

## Localizare
Aria naturală se află în ramura nordică a Munților Bihorului (grupă montană a Munților Apuseni, aparținând lanțului carpatic al Occidentalilor), în sud-estul județului Bihor (în apropierea graniței cu județul Cluj),  pe teritoriul administrativ al comunei Budureasa.

## Descriere
Rezervația naturală a fost declarată arie protejată prin Legea Nr.5 din 6 martie 2000 (privind aprobarea Planului de amenajare a teritoriului național - Secțiunea a III-a - zone protejate, publicată în Monitorul Oficial al României, Nr.152 din 12 aprilie 2000) și se întinde pe o suprafață de 5 hectare. 
Aria protejată se întinde în partea sudică a Vârfului Buteasa (coasta sud-estică a Brăiesei) și reprezintă o zonă montană ce adăpostește vegetație subalpină în componența căreia se află arbori și arbusti cu specii de molid columnar (Picea abies columnaris), zâmbru (Pinus cembra), anin verde (Alnus viridis), jneapăn (Pinus mugo) și ienupăr pitic (Juniperus sibirica); precum și câteva rarități floristice; printre care:  bulbuc de munte (Trollius europaeus), omag galben (Aconitum anthora), ghințură punctată (Gentiana punctata) sau  garoafă de munte (Dianthus tenuifolius); specii protejate la nivel european prin Directiva 92/43/CE (anexa I-a) din 21 mai 1992 (privind conservarea habitatelor naturale și a speciilor de faună și floră sălbatică).

## Obiective turistice aflate în vecinătate
- Biserica de lemn „Sfântul Gheorghe” din satul Saca, construcție 1724, monument istoric.
- Biserica romano - catolică "Sf. Treime" din Beiuș, construcție 1752, monument istoric.
- Biserica "Sf. Mare Mucenic Dimitrie Izvorâtor de Mir" din Beiuș, construcție 1800, monument istoric.
- Biserica ortodoxă "Sf. Arhangheli Mihail și Gavriil" din Beiuș, monument istoric[5].
- Stațiunea montană de odihnă și tratament Stâna de Vale
- Ariile protejate: Parcul Natural Apuseni, Ferice - Plai (sit SCI), Valea Iadei cu Syringa josichaea, Peștera Cetatea Rădesei, Peștera Smeilor de la Onceasa, Peștera Vacii,  Sistemul carstic Peștera Cerbului - Avenul cu Vacă, Vârful Cârligați, Vârful Buteasa.